# Chatain
Chatain település Franciaországban, Vienne megyében. Lakosainak száma 241 fő (2022. január 1.). Chatain Benest, Le Bouchage, Pleuville, Asnois és Surin községekkel határos.

## Népesség
A település népességének változása:
| Lakosok száma | 271  | 258  | 254  | 250  | 250  | 249  | 247  | 244  | 241  |
|               | 2013 | 2015 | 2016 | 2017 | 2018 | 2019 | 2020 | 2021 | 2022 |